# چهارطاقی نقاره‌خانه
چهارطاقی نقاره‌خانه مربوط به دوره ساسانیان است و در شهرستان فراشبند، ۴ کیلومتری جاده فراشبند به دهرم واقع شده و این اثر در تاریخ ۲۵ اسفند ۱۳۷۹ با شمارهٔ ثبت ۳۳۹۸ به‌عنوان یکی از آثار ملی ایران به ثبت رسیده‌است.